# Encefalopatia de Wernicke
L'encefalopatia de Wernicke és un trastorn cerebral desencadenat per un dèficit de tiamina. Quan es produeix juntament amb la síndrome de Korsakov, es coneix com a síndrome de Wernicke-Korsakov.
La tiamina és una vitamina que pertany al grup B. És una vitamina hidrosoluble que forma part d'un gran nombre de reaccions químiques que es produeixen al nostre organisme. La seva funció principal, entre d'altres, és convertir els hidrats de carboni en energia.
L'encefalopatia de Wernicke es presenta amb un quadre clínic anomenat «tríada oftalmoplègica»; trastorns de mobilitat ocular, atàxia i confusió mental. Tot i així, aquesta tríada no es presenta en tots els casos diagnosticats, i hi ha altra simptomatologia que també pot aparèixer. A més, l'encefalopatia de Wernicke sovint es relaciona amb l'alcoholisme, però hi pot haver altres factors que també desencadenin aquesta situació clínica.

## Epidemiologia
L'encefalopatia de Wernicke es presenta amb una prevalença aproximada del 2%, i es considera infradiagnosticada. La seva incidència és d'entre 0,8% i 2% de la població. Un 12,5% dels casos estan associats a persones amb problemes d'alcoholisme.
Aquesta malaltia és més freqüent en homes, i els símptomes apareixen en una mitjana d'edat d'uns 50 anys (típicament amb edats compreses entre 30 i 70 anys). Tot i així, aquesta patologia també pot desencadenar-se en nadons alimentats amb fórmula si té dèficit de tiamina, i en casos de desnutrició. La reducció de tiamina deguda a vòmits severs durant l'embaràs també pot causar la malaltia, juntament amb complicacions degudes a una hiperèmesi gravídica.
A escala internacional, aquesta patologia és més freqüent en països del tercer món per la incidència més gran de desnutrició i la manca de vitamines, cosa que pot derivar en la malaltia del beri-beri. Tot i així, en aquests països la manca de recursos sanitaris de diagnòstic mèdic i d'un bon sistema sanitari en dificulta el seu diagnòstic.

## Etiologia
Durant molt de temps, aquesta patologia ha estat considerada pròpia de les persones amb problemes d'alcoholisme; inicialment se l'anomenava «encefalopatia alcohòlica». Tot i així, la realitat no és aquesta. Hi ha altres causes i factors que poden desencadenar l'aparició d'aquesta situació clínica. Algunes de les causes, ja esmentades anteriorment, són la deshidratació o una alimentació inadequada dels lactants, entre d'altres.
Altres causes poden ser càncer, infeccions, quimioteràpia, diàlisi o insuficiència renal, anorèxia, desnutrició, nutrició parenteral incompleta, malabsorció de vitamines, cirurgia bariàtrica o gastrointestinal, urèmia, malaltia de Crohn, vòmits persistents, diarrea crònica inespecífica, pancreatitis, o sida, entre d'altres.

## Simptomatologia
La simptomatologia de l'encefalopatia de Wernicke-Korsakov es pot classificar en simptomatologia de la síndrome de Wernicke i de Korsakov. La diferència entre aquestes dues és que en primer lloc apareix la Wernicke (fase aguda), i en segon lloc, si aquesta persisteix, es produeixen lesions cerebrals permanents i apareix la psicosi de Korsakov (fase crònica), que consisteix en la lesió de zones cerebrals associades a la memòria.

### Simptomatologia Wernicke
Aquesta simptomatologia abraça confusió mental, atàxia, tremolor distal, canvis en la visió, visió doble, moviments oculars anormals, caiguda de les parpelles, entre d'altres.

### Simptomatologia Korsakov
Aquesta simptomatologia abraça al·lucinacions, confabulacions, és a dir, inventar històries, amnèsia i incapacitat per retenir nous records. En els casos d'encefalopatia alcohòlica també pot aparèixer la síndrome d'abstinència.

## Diagnòstic
El diagnòstic d'aquesta patologia es fonamenta amb el quadre clínic que presenta la persona. Actualment, no existeixen recursos clínics segurs per un diagnòstic precís. L'any 1997, Caine et al. va establir tota una sèrie de criteris de diagnòstic de l'encefalopatia de Wernicke. Concretament, la presentació de dos o més símptomes clàssics de l'encefalopatia i signes de desnutrició. Cal destacar que Caine va establir aquests criteris amb relació a casos en els quals les persones eren alcohòliques. Tot i així, la sensibilitat va arribar al 85% de la mostra estudiada envers el criteri clàssic de la presència de la tríada.
Avui en dia, tot i no existir un consens en relació al diagnòstic, aquest es basa en la clínica presentada. La persona ha de presentar almenys un dels quatre símptomes clàssics. Alguns dels símptomes que poden desencadenar el diagnòstic són: confusió mental, atàxia, disminució de l'estat de consciència, pèrdua de memòria, hipotensió arterial, oftalmoplegia, entre d'altres.
Hi ha tota una sèrie de proves complementàries que poden ajudar a concloure un bon diagnòstic: proves d'imatge, proves de laboratori i altres estudis.

### Proves d'imatge

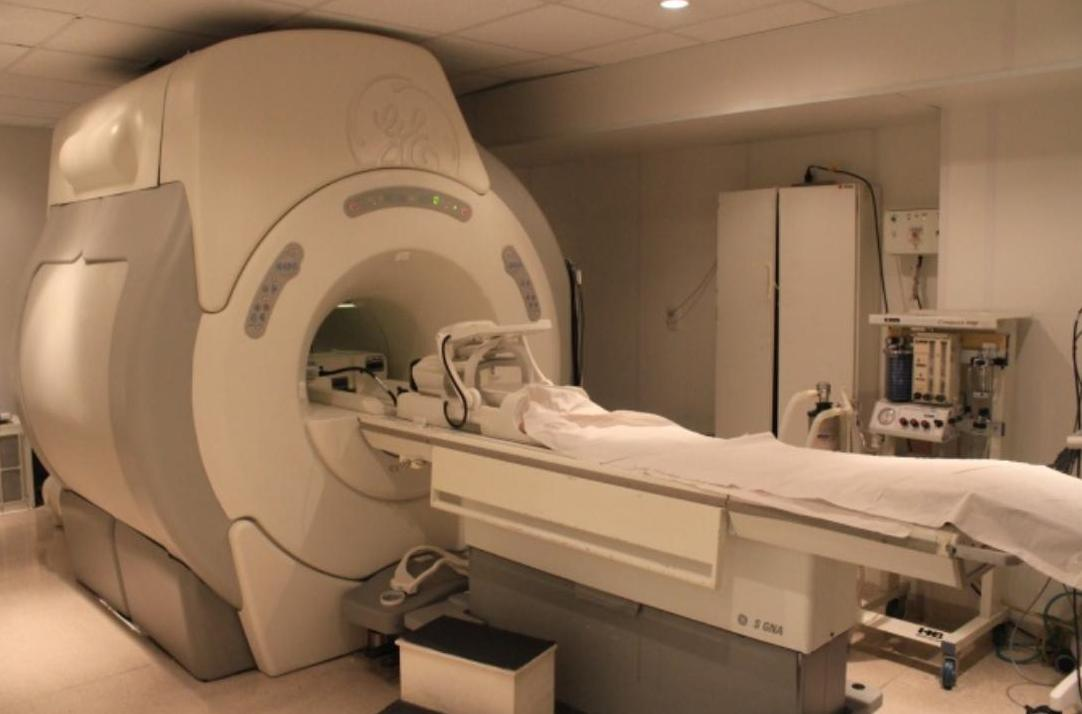
Aparell per realitzar una ressonància magnètica

Entre les proves d'imatge utilitzades actualment, la més aconsellada per diagnosticar l'encefalopatia de Wernicke és la ressonància magnètica. Aquesta té una sensibilitat d'un 53% però una rellevant especificitat amb el 93%. Aquesta prova permet observar canvis en el teixit cerebral i detectar les zones més afectades.
La tomografia axial computeritzada (TAC) no és una prova prou precisa i concreta pel diagnòtic.

### Proves de laboratori
Actualment, no hi ha proves de laboratori que facilitin el diagnòstic d'encefalopatia de Wernicke. La disminució dels nivells de tiamina es poden avaluar mitjançant l'activitat de la transcetolasa dels eritròcits, comparant els nivells previs i posteriors a l'administració de tiamina.

### Altres proves complementàries
La desnutrició és un signe important que pot desencadenar el diagnòstic. En els casos de desnutrició es poden realitzar tota una sèrie de proves que permeten valorar el nivell nutricional de la persona. Aquestes proves són: nivells sèrics de tiamina, activitat de la transcetolasa en els glòbuls vermells que es presenta reduïda en persones amb dèficit de tiamina i l'albúmina sèrica.

## Tractament
El tractament d'aquesta patologia té com a objectiu controlar la simptomatologia i evitar l'empitjorament de la situació. En els pacients en els quals hi ha sospita el tractament amb tiamina hauria de començar de forma immediata. S'hauria de fer una analítica de sang per valorar l'estat de la tiamina, altres vitamines i nivells de minerals al flux sanguini. Un cop avaluat el nivell de tiamina s'hauria d'administrar, via intravenosa o intramuscular, la dosi de tiamina adequada. La dosi més recomanada és inicialment 100 mg intravenosos, seguits de 50-100 mg intravenós o via oral fins a control de simptomatologia.
L'administració de tiamina millora la simptomatologia presentada, especialment, l'atàxia, confusió mental i deliri, dificultat de visió i moviment ocular. La tiamina parenteral no millora la pèrdua de memòria desencadenada durant la psicosi de Korsakov.
Hi ha factors o estils de vida que poden millorar la simptomatologia; la suspensió del consum d'alcohol, o mantenir una dieta equilibrada i variada, entre d'altres.

## Complicacions
Aquesta situació clínica, si no es tracta correctament, pot desencadenar tota una sèrie de complicacions fisiològiques i psicològiques. En casos greus, pot causar pèrdua permanent d'habilitats cognitives, lesions causades per caigudes, disminució de l'esperança de vida, neuropatia alcohòlica permanent, o abstinència alcohòlica. El desenvolupament de la malaltia també pot provocar problemes socials i dificultat en les relacions personals.

## Prevenció
Hi ha tota una sèrie de protocols hospitalaris de prevenció. Aquests consisteixen a administrar suplements de tiamina en situacions en les quals es detecta algun factor de risc com abús d'alcohol, signes de malnutrició, dieta pobre en vitamines, diarrea i vòmits recents, neuropatia perifèrica, o deliris, entre d'altres. Alguns experts aconsellen administrar la tiamina de forma parenteral en situacions d'emergència.
Altres mesures de prevenció són no abusar de l'alcohol, beure de forma moderada i una bona alimentació. En el cas de les persones amb un abús important d'alcohol es recomanen suplements de tiamina i una bona alimentació per disminuir el risc.
Segons un estudi prospectiu amb una mostra de 989 pacients, la teràpia intravenosa amb tiamina és molt positiva i recomanada. Es van administrar 100 mg de tiamina endovenosa i només 12 pacients van tenir alguna reacció secundària. Un d'ells va desencadenar una reacció de pruïja i els altres una irritació local de curt termini. No s'ha arribat a un consens sobre quina dosi, via d'administració i temps de tractament són els més adequats. Tot i això, generalment es recomana donar entre 100 mg i 200 mg de tiamina cada 8 hores i preferentment via intramuscular.

## Pronòstic
Aquesta situació clínica cal ser tractada, ja que, si no pot empitjorar a curt o mitjà termini i pot arribar a ser mortal. El tractament afavoreix el control de la simptomatologia i el seu empitjorament. Tot i així, hi ha tota una sèrie de signes i símptomes que poden ser crònics, per exemple l'amnèsia i la pèrdua d'habilitats cognitives.